# 오늘부터 인생 2막
오늘부터 인생 2막은 SBS TV에서 매주 토요일 아침 7시 10분부터 아침 8시까지 방송하는 건강 토크 쇼 프로그램이다.

## 역대 MC
- 2024년 9월 7일 ~ 2025년 5월 31일 : 이현이, 김윤상
- 2025년 6월 14일 ~ 현재 : 유선, 김윤상

## 결방
- 2025년 6월 7일에는 해당 시간대에 "생활의 달인" 재방송을 임시 편성한 관계로 결방했다.

## 지역 방송국 프로그램
| 방송 채널 | 방송 권역      | 프로그램                                   | 방송 시간                            |
| --------- | -------------- | ------------------------------------------ | ------------------------------------ |
| JIBS TV   | 제주특별자치도 | 리얼귀농스토리 나는 농부다 스페셜 (재방송) | 매주 토요일 아침 7시 10분 ~ 아침 8시 |